# Confia
Confia é um álbum ao vivo do Ministério Unção de Deus, lançado em julho de 2014 pela gravadora MK Music, com produção de Ronald Fonseca.
O disco é marcado como o primeiro projeto do grupo pela gravadora MK Music. O vocalista Rafael Novarine, juntamente com o produtor Ronald Fonseca são os autores da maioria das músicas. Dentre os músicos convidados, há a participação de Quiel Nascimento e Isaac Ramos.
Para promover o álbum, foi lançado o single "Confia" um mês antes. O clipe da canção foi divulgado meses depois, e seu roteiro é baseado em fatos acontecidos na vida do vocalista Rafael Novarine.
O álbum recebeu avaliações positivas da mídia especializada. O portal O Propagador definiu o disco como superior ao antecessor e concentrado no estilo que a banda vem fazendo nos últimos trabalhos.

## Faixas
Todas as músicas por Ronald Fonseca e Rafael Novarine, exceto onde anotado.
1. "Está Chegando o dia"
2. "Não Desisto Nunca" (Ronald Fonseca e Igor Fonseca)
3. "Aleluia"
4. "Eu Sou Teu"
5. "Confia"
6. "Deus Tem Algo Novo" (Rafael Novarine e Hosanna Canabarro)
7. "Pela Fé"
8. "Pela Manhã" (Ronald Fonseca, Rafael Novarine e Leo Novarine)
9. "Eu me Rendo"
10. "Eu Conto Contigo" (Hosanna Canabarro)
11. "Espero em Ti" (Ronald Fonseca)
12. "Tu És o Autor" (Valdeci dias e Hosanna Canabarro)
13. "Eu e Minha Casa"

## Ficha técnica
Banda
- Rafael Novarine - Vocal
- Hosanna Canabarro - Vocal
- Leonardo Novarine - Bateria
- Fabiano - violão

Músicos convidados
- Ronald Fonseca - Produção musical, piano e arranjos
- Isaac Ramos - guitarra e violão
- Samuel Júnior - bateria
- Marcos Natto - baixo